# Modelo Landau-Lifshitz
En física del estado sólido, la ecuación de Landau-Lifshitz (LLE), llamada así por Lev Landau y Evgeny Lifshitz, es una ecuación diferencial parcial que describe la evolución temporal del magnetismo en sólidos, dependiendo de una variable de tiempo y una, dos o tres variables de espacio.

## Ecuación de Landau-Lifshitz
El LLE describe un imán anisotrópico. La ecuación es descrita en (Faddeev y Takhtajan, 2007, capítulo 8)  de la siguiente manera: Es una ecuación para un campo vectorial S, en otras palabras, una función en R1+ n que toma valores en R3. La ecuación depende de una matriz J simétrica fija de 3 por 3, que generalmente se asume que es diagonal, es decir, {\displaystyle J=\operatorname {diag} (J_{1},J_{2},J_{3})} . Está dado por la ecuación de movimiento de Hamilton para el hamiltoniano
{\displaystyle H={\frac {1}{2}}\int \left[\sum _{i}\left({\frac {\partial \mathbf {S} }{\partial x_{i}}}\right)^{2}-J(\mathbf {S} )\right]\,dx\qquad (1)}
(donde J ( S ) es la forma cuadrática de J aplicada al vector S ) que es
{\displaystyle {\frac {\partial \mathbf {S} }{\partial t}}=\mathbf {S} \wedge \sum _{i}{\frac {\partial ^{2}\mathbf {S} }{\partial x_{i}^{2}}}+\mathbf {S} \wedge J\mathbf {S} .\qquad (2)}
En dimensiones 1 + 1 esta ecuación es
{\displaystyle {\frac {\partial \mathbf {S} }{\partial t}}=\mathbf {S} \wedge {\frac {\partial ^{2}\mathbf {S} }{\partial x^{2}}}+\mathbf {S} \wedge J\mathbf {S} .\qquad (3)}
En 2 + 1 dimensiones, esta ecuación toma la forma
{\displaystyle {\frac {\partial \mathbf {S} }{\partial t}}=\mathbf {S} \wedge \left({\frac {\partial ^{2}\mathbf {S} }{\partial x^{2}}}+{\frac {\partial ^{2}\mathbf {S} }{\partial y^{2}}}\right)+\mathbf {S} \wedge J\mathbf {S} \qquad (4)}
que es el LLE (2 + 1) -dimensional. Para el caso (3 + 1) -dimensional, LLE parece
{\displaystyle {\frac {\partial \mathbf {S} }{\partial t}}=\mathbf {S} \wedge \left({\frac {\partial ^{2}\mathbf {S} }{\partial x^{2}}}+{\frac {\partial ^{2}\mathbf {S} }{\partial y^{2}}}+{\frac {\partial ^{2}\mathbf {S} }{\partial z^{2}}}\right)+\mathbf {S} \wedge J\mathbf {S} .\qquad (5)}

## Reducciones integrables
En general, LLE (2) no es integrable. Pero admite las dos reducciones integrables:
a) en las dimensiones 1 + 1, es decir la Ec. (3), es integrable
b) cuando {\displaystyle J=0} . En este caso, el (1 + 1) -dimensional LLE (3) se convierte en la ecuación clásica continua ferromagnética de Heisenberg (ver p. Ej. Modelo de Heisenberg (clásico) ) que ya es integrable.